# Лунёвые ястребы
Лунёвые ястребы (лат. Polyboroides) — род хищных птиц из семейства ястребиных (Accipitridae). Распространены в Африке.

## Описание

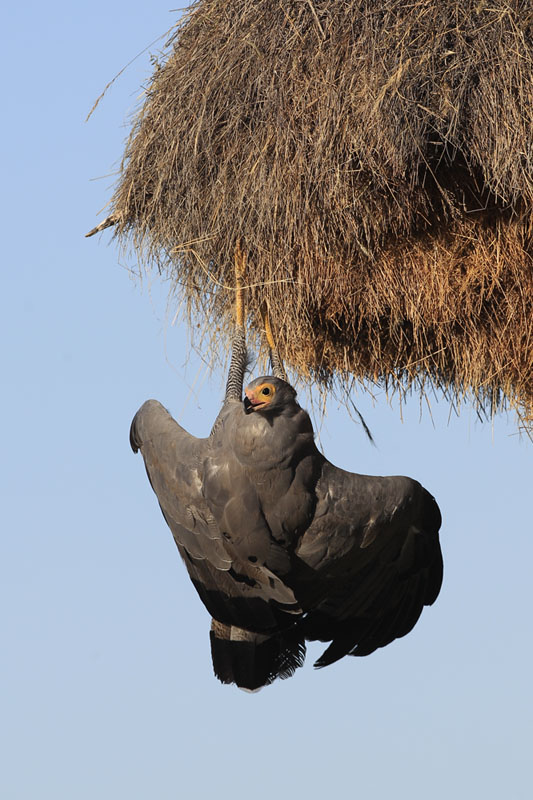
Взрослый африканский лунёвый ястреб у гнезда обыкновенного общественного ткача в национальном парке Этоша

Лунёвые ястребы — дневные хищные птицы среднего размера с длиной тела от 51 до 68 см и размахом крыльев от 116 до 152 см. Верхняя часть тела, голова и грудь светло-серого цвета. Широкие крылья светло-серые с чёрным краем. Брюхо белое с тонкими тёмными полосами. Неоперённые области на голове красного или жёлтого цвета.
Необычной особенностью этих птиц является двойной сустав, соединяющий голень и цевку, позволяющий сгибать лапу не только вперёд, но и назад на 30°. Благодаря этому подвижному соединению птицы могут свисать лапами вверх и в то же время тянуться клювом вверх, что помогает проникать в дупла деревьев и другие полости для извлечения добычи. Аналогичная структура ног и поведение обнаруживаются у журавлиных ястребов (Geranospiza caerulescens) неотропической области, что является примером конвергентной эволюции.

## Питание
Во время охоты эти птицы «парят» над своей территорией, держась на небольшом расстоянии от земли, то есть прыгают или перелетают между кронами деревьев или цепляются за кору, часто пробираются внутрь поваленных стволов в поисках насекомых, ящериц, летучих мышей, яиц и мелких птиц. На земле перемещаются в поисках муравьев, термитов, лягушек, змей и мелких грызунов. В некоторых районах Африки они предпочитают питаться растительными веществами, например плодами масличной пальмы; в других они питаются преимущественно ткачиковыми.

## Классификация
В состав рода включают два вида:
| Изображение | Научное название                      | Русское название              | Распространение     |
| ----------- | ------------------------------------- | ----------------------------- | ------------------- |
|             | Polyboroides typus Smith, 1829        | Африканский лунёвый ястреб    | Африка южнее Сахары |
|             | Polyboroides radiatus (Scopoli, 1786) | Мадагаскарский лунёвый ястреб | Мадагаскар          |